# STEM

Le discipline STEM

L'acronimo STEM, dall'inglese science, technology, engineering and mathematics (in precedenza anche SMET), è un termine utilizzato per indicare le discipline scientifico-tecnologiche (scienza, tecnologia, ingegneria e matematica) e i relativi corsi di studio. In italiano è talvolta anche usato l'acronimo STIM, nel quale la "I" di ingegneria sostituisce il corrispettivo inglese.
La classificazione degli insegnamenti come STEM ha implicazioni in vari ambiti, non solo educativi, coinvolgendo in alcuni Stati anche l'ambito della difesa, dell'immigrazione e della lotta alle disparità di genere.
L'acronimo si è diffuso dopo una conferenza della National Science Foundation statunitense organizzata dalla futura direttrice della NSF Rita R. Colwell: fu Peter Faletra (un biologo esperto di educazione scientifica) a suggerire in tale contesto la sostituzione dell'acronimo SMET con STEM, tale suggerimento venne accolto da Colwell che lo propose alla NSF.

## La nascita del concetto di STEM
A partire dall'inizio degli anni 2000 negli Stati Uniti, nelle discussioni riguardo l'istruzione e la forza lavoro, cominciò a nascere il concetto di un gruppo di discipline necessario all'innovazione e alla prosperità. Ad esempio, un importante rapporto della U.S. National Academies of Science, Engineering, and Medicine (dal titolo Rising Above the Gathering Storm), oltre a ribadire l'importanza delle discipline STEM per lo sviluppo economico degli Stati Uniti, denunciò che gli studenti statunitensi non stavano raggiungendo gli stessi risultati di quelli di altri paesi, cosa che avrebbe danneggiato il sistema economico, rimasto privo di un'adeguata forza lavoro specializzata. In questo periodo i suddetti timori furono rafforzati dai risultati di due importanti analisi statistiche internazionali sul livello di preparazione degli studenti in scienze e matematica, i test PISA e TIMSS (Trends in International Mathematics and Science Study), che rivelarono la presenza di un'alta percentuale di allievi inadeguati nelle scuole statunitensi. A questo punto furono condotte numerose indagini per comprendere i difetti del sistema scolastico ed elaborare la migliore strategia per elevare la preparazione degli studenti in modo tale da renderli pronti a soddisfare le richieste del mercato del lavoro e dell'istruzione universitaria.
In Pennsylvania alcuni ricercatori utilizzarono quest'acronimo per definire un approccio interdisciplinare, in cui si spingono gli studenti a creare connessioni tra le nozioni apprese rigorosamente dallo studio delle discipline tecnico-scientifiche e la realtà concreta, mediante il quale essi sono preparati alla cosiddetta new economy. Inoltre, per rendere più chiaro il significato di STEM occupation, un gruppo di funzionari statali statunitensi si è riunito e ha individuato 96 professioni, ripartite nei relativi campi di appartenenza, tra cui sono comprese anche alcune scienze sociali, che in altre definizioni sono state escluse.

## STEM e mercato del lavoro
Sin dalla metà del XX secolo i governi di molti paesi sviluppati si posero il problema di migliorare l'istruzione nel campo di quelle discipline che in un successivo momento sarebbero state comprese nel concetto sintetizzato dall'acronimo STEM, fatto testimoniato dalla partecipazione, a partire dagli anni 2000, di molti paesi a rilevazioni periodiche sulle competenze scientifico-matematiche degli studenti, come i test PISA. L'attenzione non è concentrata solo sul livello di preparazione generale degli studenti in questi campi, ma anche sulla percentuale di individui che intraprendono percorsi di specializzazione attinenti agli insegnamenti STEM e sulla propensione di coloro che appartengono a gruppi sociali tendenzialmente sottorappresentati, come le donne, a intraprendere questo tipo di studi. Negli Stati Uniti d'America, in Europa e in altre varie realtà si è dunque avvertita la necessità di creare specifici programmi d'istruzione con cui rendere gli studenti capaci di affrontare le esigenze del sistema economico, magari mediante comuni strategie internazionali, e costruire delle connessioni tra la formazione nelle discipline STEM e le opportunità occupazionali a esse attinenti.
Pur non essendoci una definizione univoca di STEM, alcune statistiche mostrano che dal 2000 al 2010 negli Stati Uniti la crescita di posti di lavoro legati a queste discipline è stata tre volte maggiore rispetto a quella di altri lavori, anche se alcune aziende statunitensi faticano ancora a trovare personale specializzato e persiste, nonostante gli sforzi del governo, il divario tra uomini e donne e tra i diversi gruppi etnici.
Negli Stati Uniti, le ricerche sul rendimento scolastico e il livello d'istruzione condotte nei primi due decenni del duemila hanno evidenziato che la popolazione femminile tende a completare gli studi in misura maggiore di quella maschile e con valutazioni mediamente più alte sia nelle cosiddette materie umanistiche sia in quelle scientifiche, in controtendenza a una marcata prevalenza di maschi negli studi universitari di tipo STEM. Il divario di genere, proprio degli Stati Uniti, si trova ridotto (a meno del 5%) nei seguenti Paesi: Finlandia, Svezia, Slovenia, Indonesia, Russia, membri dell'OCSE.